# Ajnovce
Ajnovce en serbe latin et Hajnoc en albanais (en serbe cyrillique : Ајновце) est une localité du Kosovo située dans la commune/municipalité de Kamenicë/Kosovska Kamenica, district de Gjilan/Gnjilane (Kosovo) ou district de Kosovo-Pomoravlje (Serbie). Selon le recensement kosovar de 2011, elle compte 460 habitants.

## Histoire
Sur le territoire du village se trouve le monastère de Tavnica, qui remonte au XIVe siècle ; mentionné par l'Académie serbe des sciences et des arts, il est inscrit sur la liste des monuments culturels du Kosovo.

## Démographie

### Évolution historique de la population dans la localité
| 1948 | 1953 | 1961 | 1971 | 1981 | 1991 | 2011 |
| ---- | ---- | ---- | ---- | ---- | ---- | ---- |
| 691  | 746  | 762  | 698  | 713  | 706  | 460  |

|  |

### Répartition de la population par nationalités (2011)
En 2011, les Serbes représentaient 76,96 % de la population et les Albanais 23,04 %.